# Primi ministri del Kuwait
In Kuwait il Primo ministro è il capo del governo e rappresenta la terza carica per importanza nel Paese dopo l'Emiro e il Presidente dell'Assemblea Nazionale del Kuwait.
La carica è stata istituita nel 1962.

## Lista
| N.o | Nome (Nascita-Morte)                           | Nome (Nascita-Morte)                 | Mandato          | Mandato          | Sovrani                             |
| N.o | Nome (Nascita-Morte)                           | Nome (Nascita-Morte)                 | Inizio           | Fine             | Sovrani                             |
| --- | ---------------------------------------------- | ------------------------------------ | ---------------- | ---------------- | ----------------------------------- |
| 1   | Abdullah Al-Salim Al-Sabah (1895–1965)         |                                      | 17 gennaio 1962  | 26 gennaio 1963  | Abdullah III Al-Salim Al-Sabah      |
| 2   | Sabah III Al-Salim Al-Sabah (1913–1977)        |                                      | 2 febbraio 1963  | 27 novembre 1965 | Abdullah III Al-Salim Al-Sabah      |
| 3   | Jaber Al-Ahmad Al-Jaber Al-Sabah (1926–2006)   |                                      | 27 novembre 1965 | 8 febbraio 1978  | Sabah III Al-Salim Al-Sabah         |
| 3   | Jaber Al-Ahmad Al-Jaber Al-Sabah (1926–2006)   | Jaber III Al-Ahmad Al-Jaber Al-Sabah | 27 novembre 1965 | 8 febbraio 1978  |                                     |
| 4   | Saad Al-Abdullah Al-Salim Al-Sabah (1930–2008) |                                      | 8 febbraio 1978  | 13 luglio 2003   |                                     |
| 5   | Sabah Al-Ahmad Al-Jaber Al-Sabah (1929–2020)   |                                      | 13 luglio 2003   | 30 gennaio 2006  |                                     |
| 6   | Nasser Mohammed Al-Ahmed Al-Sabah (1940–)      |                                      | 7 febbraio 2006  | 28 novembre 2011 | Sabah IV Al-Ahmad Al-Jaber Al-Sabah |
| 7   | Jaber Mubarak Al-Hamad Al-Sabah (1942–2024)    |                                      | 30 novembre 2011 | 19 novembre 2019 | Sabah IV Al-Ahmad Al-Jaber Al-Sabah |
| 8   | Sabah Al-Khalid Al-Sabah (1953–)               |                                      | 19 novembre 2019 | 19 luglio 2022   | Sabah IV Al-Ahmad Al-Jaber Al-Sabah |
| 9   | Mohammad Sabah Al-Salem Al-Sabah (1955–)       |                                      | 19 luglio 2022   | 24 luglio 2022   | Nawaf Al-Ahmad Al-Jaber Al-Sabah    |
| 10  | Ahmad Nawaf Al-Salem Al- Sabah (1956–)         |                                      | 24 luglio 2022   | 4 gennaio 2024   | Nawaf Al-Ahmad Al-Jaber Al-Sabah    |
| (9) | Mohammad Sabah Al-Salem Al-Sabah (1955–)       |                                      | 4 gennaio 2024   | 15 aprile 2024   | Misha'al Al-Ahmad Al-Jaber Al Sabah |
| 11  | Ahmad Al-Abdullah Al-Sabah (1952–)             |                                      | 15 aprile 2024   | in carica        | Misha'al Al-Ahmad Al-Jaber Al Sabah |